# Vœuil-et-Giget
Vœuil-et-Giget – miejscowość i gmina we Francji, w regionie Nowa Akwitania, w departamencie Charente.
Według danych na rok 1990 gminę zamieszkiwały 1344 osoby, a gęstość zaludnienia wynosiła 158 osób/km² (wśród 1467 gmin regionu Poitou-Charentes Vœuil-et-Giget plasuje się na 217. miejscu pod względem liczby ludności, natomiast pod względem powierzchni na miejscu 914.).